# Таранович, Владимир Эрастович
Владимир Эрастович Таранович (26 ноября 1897 года, станция Лунинец, Пинский уезд , Минская губерния, Российская империя; ныне в Брестской области Белоруссии — 25 февраля 1983 года, Москва) — советский военачальник, генерал-полковник артиллерии (1944).

## Молодость и Первая мировая война
Белорус. Сын железнодорожника, служившего кондуктором на Полесской железной дороге. Вскоре после его рождения семья переехала в Минск, по новому месту службы отца. Учился в Минской частной гимназии. После окончания 6-го класса гимназии, желая стать моряком, убежал из дома и добрался до Либавы. В местном порту завербовался юнгой на норвежский парусник «Сива», затем служил на датской и шведской торговых шхунах, на английском пароходе «Колингвод», рулевым на российском пароходе «Альбатрос». Много плавал в водах Западной Европы, Северной Африки, Центральной и Южной Америки и Азии.
После начала Первой мировой войны уволился с должности рулевого и хотел вернуться в Россию. Однако остался практически без средств на обратную дорогу и чтобы заработать денег на билеты, работал несколько месяцев на ферме батраком. Домой вернулся в начале ноября 1914 года через Балканы.
В ноябре 1914 года записался добровольцем в Русскую императорскую армию. В возрасте 17 лет зачислен в команду разведчиков 8-й батареи 1-й полевой тяжёлой артиллерийской бригады (формировалась в Цехануве, Царство Польское). Участник Первой мировой войны, сражался в боях на реке Нарев, в Нарочской наступательной операции, в Брусиловском прорыве. В 1917 году произведён в прапорщики.
Участник событий Октябрьской революции 1917 года в городе Луцке. Был избран солдатами в состав дивизионного солдатского комитета. Участвовал в боях против гайдамаков в городе Ровно. В марте 1918 года из-за немецкого наступления эвакуировался в Калугу, где вступил в Красную Гвардию.

## Гражданская война и межвоенный период
С апреля 1918 года — в Красной Армии. Участник Гражданской войны Был избран командиром 1-й Калужской советской батареи Московской сводной бригады на Южном фронте. Был ранен в боях. В апреле 1920 года назначен начальником связи 2-й батареи гаубично-артиллерийского дивизиона на Западном фронте.
После Гражданской войны продолжил службу в артиллерии, командовал артиллерийским дивизионом в 4-й стрелковой дивизии, другими артиллерийскими частями в 27-й стрелковой и в 2-й Белорусской стрелковой дивизиях.
В сентябре 1928 года направлен на учёбу. В 1932 году окончил Военно-техническую академию РККА. С 1932 года командовал артиллерийским полком, с 1933 года был начальником цикла в Военно-технической академии, с 1935 года — начальником артиллерии 3-го стрелкового корпуса.
В составе корпуса в сентябре 1939 года участвовал в походе РККА по освобождению Западной Белоруссии.
В 1939—1940 годах участвовал в советско-финской войне, будучи начальником артиллерии оперативной группы войск генерала В. Д. Грендаля, затем — начальник артиллерии стрелкового корпуса в 13-й армии.
С 26 апреля 1940 года — начальник артиллерии Архангельского военного округа.

## Великая Отечественная война

Бюст В. Э. Тарановича работы Веры Мухиной

В начале Великой Отечественной войны на основании директивы Ставки ВГК № 0043 от 27 июня на базе Архангельского военного округа была сформирована 28-я армия, в которой начальником артиллерией был назначен В. Э. Таранович. Армия прибыла в состав Западного фронта и в июле 1941 года вступила в бой. Принимал участие в Смоленском сражении, оказался в окружении. После гибели командующего армией генерал-лейтенанта В. Я. Качалова принял командование войсками на себя. В августе 1941 года значительно поредевшие части 28-й армии прорвали кольцо окружения. После расформирования 28-й армии назначен начальником артиллерии 43-й армии Резервного фронта. Участник обороны Москвы.
С декабря 1941 года — начальник артиллерии Волховского фронта. Участвовал в Тихвинской наступательной операции и в других сражениях Ленинградской битвы. С конца июля 1942 года — начальник артиллерии Московской зоны обороны. Через несколько дней, 5 августа 1942 года, назначен командующим артиллерией Юго-Восточного фронта, а после расформирования фронта в сентябре 1942 года стал командующим артиллерией Сталинградского фронта. Участник Сталинградской битвы.
С октября 1942 года — вновь начальник артиллерии Московской зоны обороны. С июля 1943 года до Победы — заместитель командующего бронетанковыми и механизированными войсками Красной Армии по артиллерии. В этой должности часто выезжал на фронт для организации боевого применения бронетанковых войск, изучения опыта использования танковых войск, оказания помощи командованию частей. Лично принимал участие в Днепровской, Корсунь-Шевченковской, Ясско-Кишинёвской, Висло-Одерской и других операциях. Об отваге генерала В. Э. Тарановича на поле боя упоминается в мемуарах Г. Е. Дегтярева, Г. Д. Пласкова. Сыграл большую роль в создании танка Т-34-85, обратившись к И. В. Сталину в предложением отменить ужё решенный вопрос о вооружении танков Т-34 пушкой калибра 76 мм и об их вооружении пушками калибра 85 мм. Участник советско-японской войны в августе 1945 года.

## Послевоенное время
С лета 1945 года — заместитель командующего артиллерией Группы Советских оккупационных войск в Германии. С 1946 года — командующий артиллерией Воздушно-десантных войск, начальник Управления боевой подготовки артиллерии Вооружённых Сил СССР, командующий артиллерией Южно-Уральского военного округа. С 1953 года — в отставке по состоянию здоровья.
Жил в Москве. Владел пятью иностранными языками, включая выученные в детстве на кораблях датский и норвежский языки.
Похоронен на Кунцевском кладбище Москвы.

## Воинские звания
- Полковник
- Комбриг (20.02.1940)
- Генерал-майор артиллерии (4.06.1940)
- Генерал-лейтенант артиллерии (7.12.1942)[4]
- Генерал-полковник артиллерии (26.10.1944)

## Награды
- Орден Ленина (21.02.1945)
- 5 орденов Красного Знамени (1922, 7.04.1940, 2.01.1942, 12.04.1942, 3.11.1944, 24.06.1948)
- Орден Кутузова 2-й степени (22.11.1944)
- медали СССР
- Георгиевский крест 3-й степени (1917)
- Георгиевский крест 4-й степени (1916)
- Георгиевская медаль «За храбрость» (1915)